# Hôtel de Rochely
L'hôtel de Rochely est un hôtel particulier inscrit monument historique situé dans la ville de Brioude, sous-préfecture de la Haute-Loire, et dans la région administrative de l'Auvergne-Rhône-Alpes.

## Description historique
L'édifice est sur deux étages avec une structure en grand corps de bâtiment.
De larges baies à mi hauteur encadrent une haute porte cochère avec deux vantaux sous imposte, formant le rez-de-chaussée. Un encadrement de pilastres à bossages contient des panneaux Louis XIV datant du début du XVIIIe siècle. Des bouquets de fleurs sont supportés par des cordelières nouées, une décoration végétale de fantaisie orne le panneau d'imposte.  Quelques boiseries de porte d'époque Louis XIV et Louis XV se situent à l'intérieur.  
La façade et la toiture sur rue sont inscrites au titre des monuments historiques par arrêté du 5 septembre 1972.

## Galerie

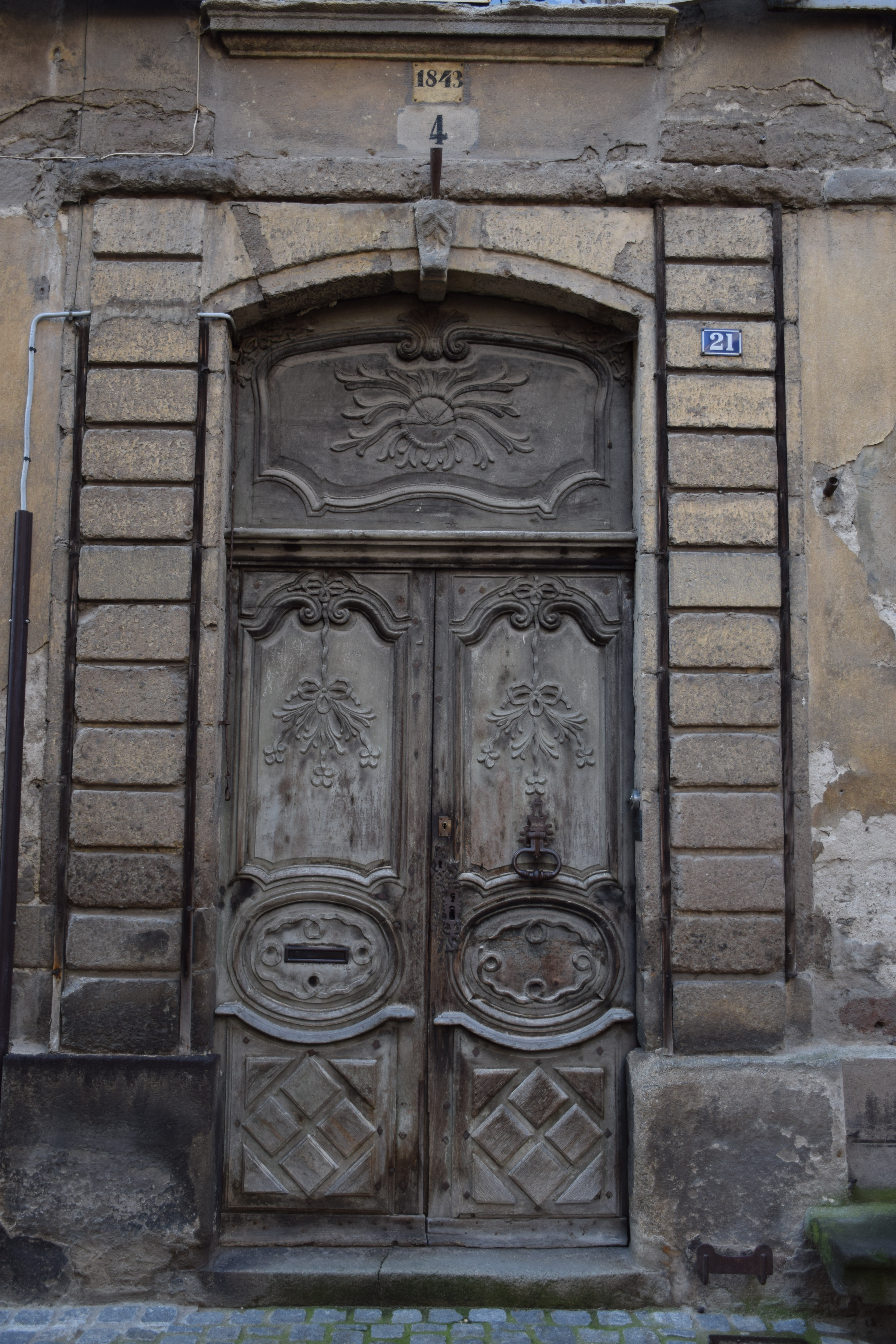
Porte cochère (panneaux Louis XIV) de l'hôtel de Rochely.
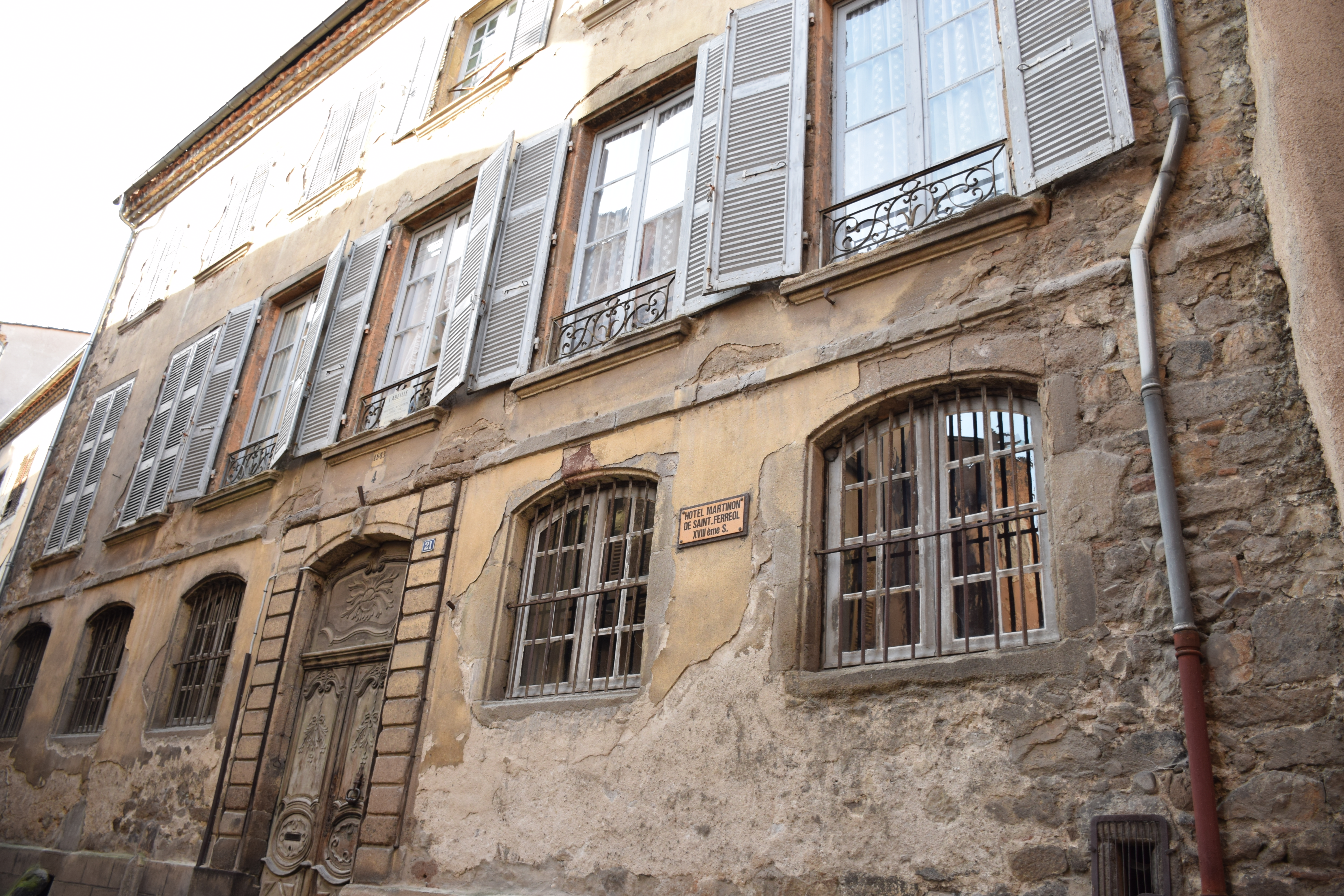
Façade.